# 実忠
実忠（じっちゅう、神亀3年（726年） - ?）は、奈良時代の僧。
良弁に師事して華厳を学んだ。実忠は東大寺の十一面悔過（けかえ、東大寺二月堂修二会）の創始者とされ、二月堂を創建して752年（天平勝宝4年）2月1日から14日間開始したとされる。760年（天平宝字4年）目代となり、東大寺を始め奈良西大寺・西隆寺の造営に参画し、東大寺大仏光背の造作や大仏殿歩廊の修理と寺観整備、百万塔を収める小塔殿や頭塔の造営を行い、767年（神護景雲元年）には御所より光明皇后の一切経をもらい受け如意法堂を建てて納め、春秋2回の一切経悔過を開始し、それとともに財政の整備に貢献した。その後、東大寺少鎮・三綱のうちの寺主及び上座・造寺所知事などを歴任し、東大寺の実務面で大いに活躍した。晩年には790年（延暦9年）から815年（弘仁6年）の間に2回、華厳経の大学頭に就任し華厳教学の充実に尽くした。809年（大同4年）に修二会参籠を終了した。
著書には、815年（弘仁6年）一生のうちに自らがたずさわった事業を列記した『東大寺権別当実忠二十九ヶ条』がある。

## 伝説
- 『二月堂縁起絵巻』（天文14年1545年）によると、天平勝宝3年（751年）実忠が笠置山で修行中に、竜穴を見つけ入ると、天人の住む天界（兜率天）に至り、常念観音院で天人たちが十一面観音の悔過を行ずるのを見て、これを下界でも行いたいと願い十一面悔過を開始したと伝わる。兜率天の一日は人間界の四百年にあたり到底追いつかないと天人の1人に言われ、少しでも兜率天のペースに合わせようと走って行を行うとした。

- 2月5日の夜、十一面悔過中の二月堂内陣須弥壇の下に消えたと伝わる。